# Singerina indica
Singerina indica — вид грибів, що належить до монотипового роду Singerina.